# لوکا مارین
لوکا مارین (به انگلیسی: Luca Marin) (زادهٔ ۹ آوریل ۱۹۸۶) شناگر اهل ایتالیا است.